# Ситникови
Си́тникови (рос. Ситниковы) — присілок у складі Котельницького району Кіровської області, Росія. Входить до складу Біртяєвського сільського поселення.
Населення становить 19 осіб (2010, 2 у 2002).
Національний склад станом на 2002 рік — росіяни 100 %.